# オトカ
オトカ自動車・防衛産業（略称：オトカ、トルコ語：Otokar Otomotiv ve Savunma Sanayi A.Ş.、略称：Otokar）は、トルコのサカリヤ県に本社を置くバスと軍用車両のメーカー。

## 歴史
オトカは、1963年にマギルスのライセンスを受けてトルコ初のバス製造会社として設立された。1980年代初頭には自国製部品を使用しDeutz製エンジンを搭載した車両の製造を開始した。この頃、トルコ最大のコングロマリットであるコチ財閥がオトカの株式を大量に取得した。
1980年代半ばには、ジャガーランドローバーのライセンスを取得し、トルコ初の装甲車を製造した。1987年、トルコ軍から軍用ランドローバー・ディフェンダーの製造を注文された。
1990年代初頭には、オトカ装甲兵員輸送車、en:Otokar Akrep、コブラを開発した。1997年、オトカはサカリヤの新しい製造施設に移転した。
2002年、コチグループのIstanbul Fruehauf A.ǎからトレーラーおよびセミトレーラーの製造会社を買収した。その後、公共交通の経験を活かしてNavigo小型バスを開発した。2003年、STKと協力して8×8戦術装甲車en:Terrex ICVの開発を開始した。
2007年、トルコの防衛産業次官はトルコ初の国産戦車の開発・生産のための契約についてオトカと交渉を開始した。
2011年、民生用製品を中心にヨーロッパ諸国への販売が拡大され、オトカ欧州事務所が設立された。同社はArma 8x8 ACV、Arma 6x6 EOD、Mizrak RCTを発表し、アルタイの初期プロトタイプを展示した。

## 製品

### バス
Centro
1970年代に販売を開始した14人乗りのミニバスのシリーズ。TAM 80T50トラックをベースとしている。

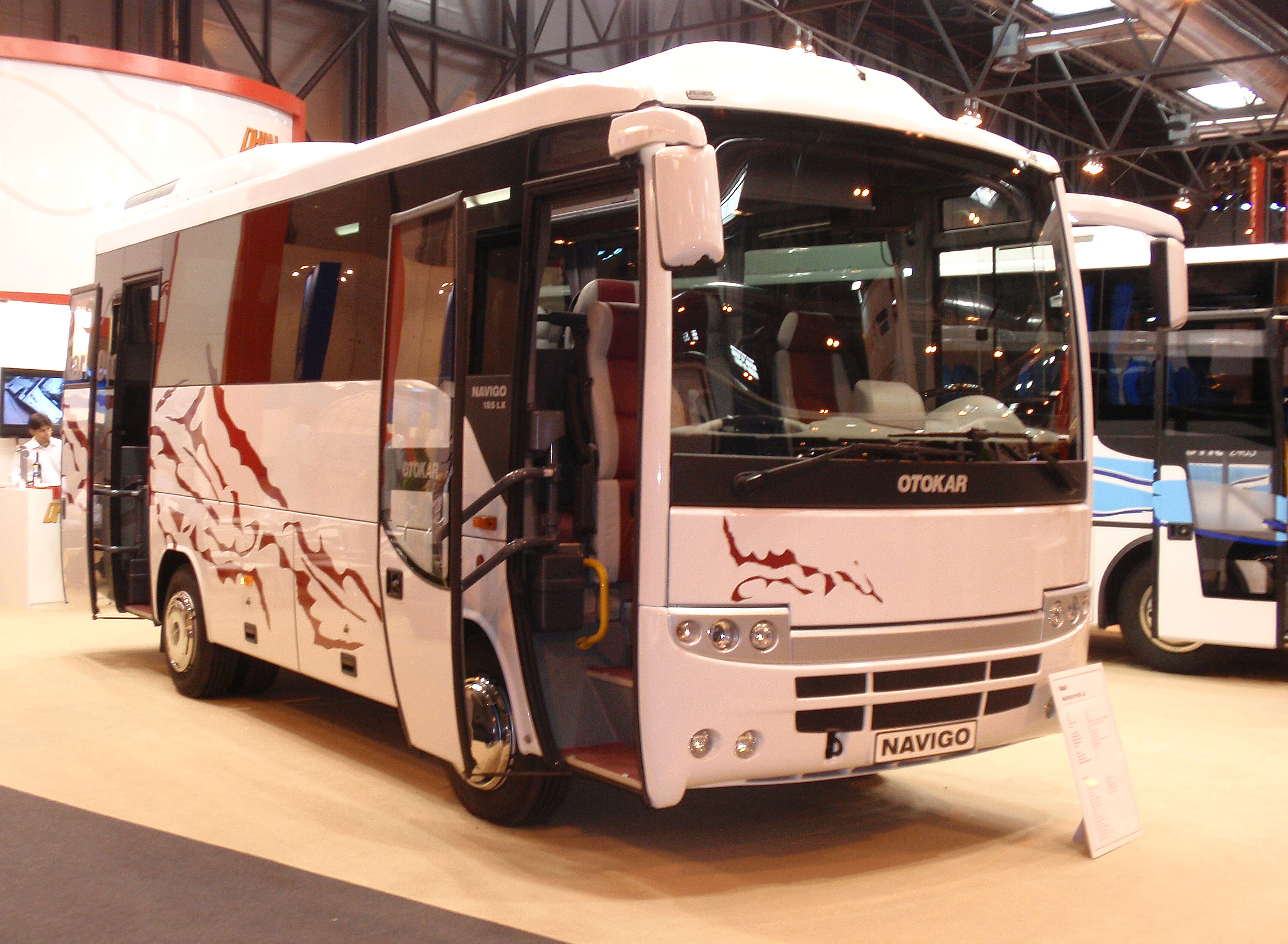
Navigo

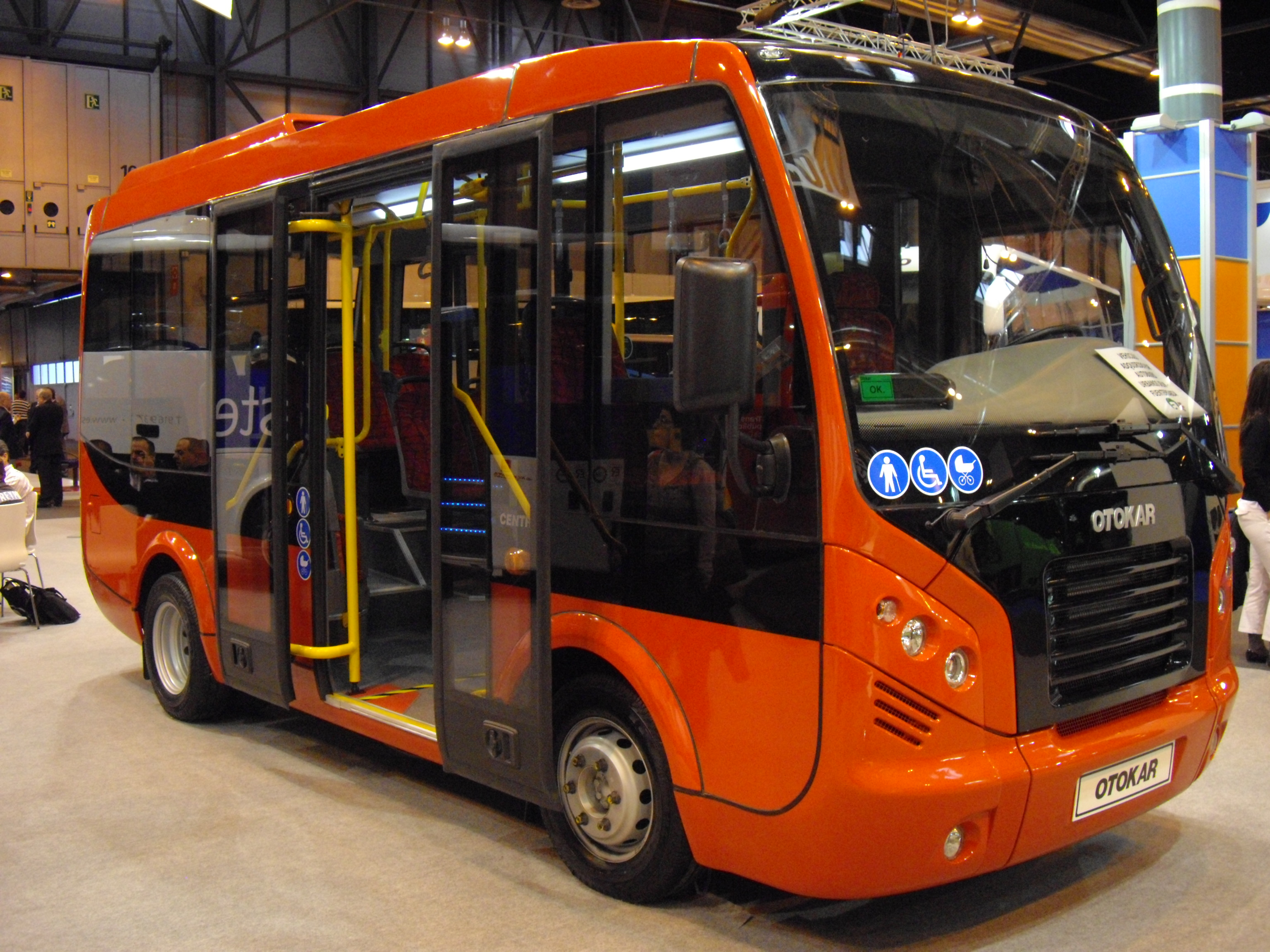
Centro ミニバス

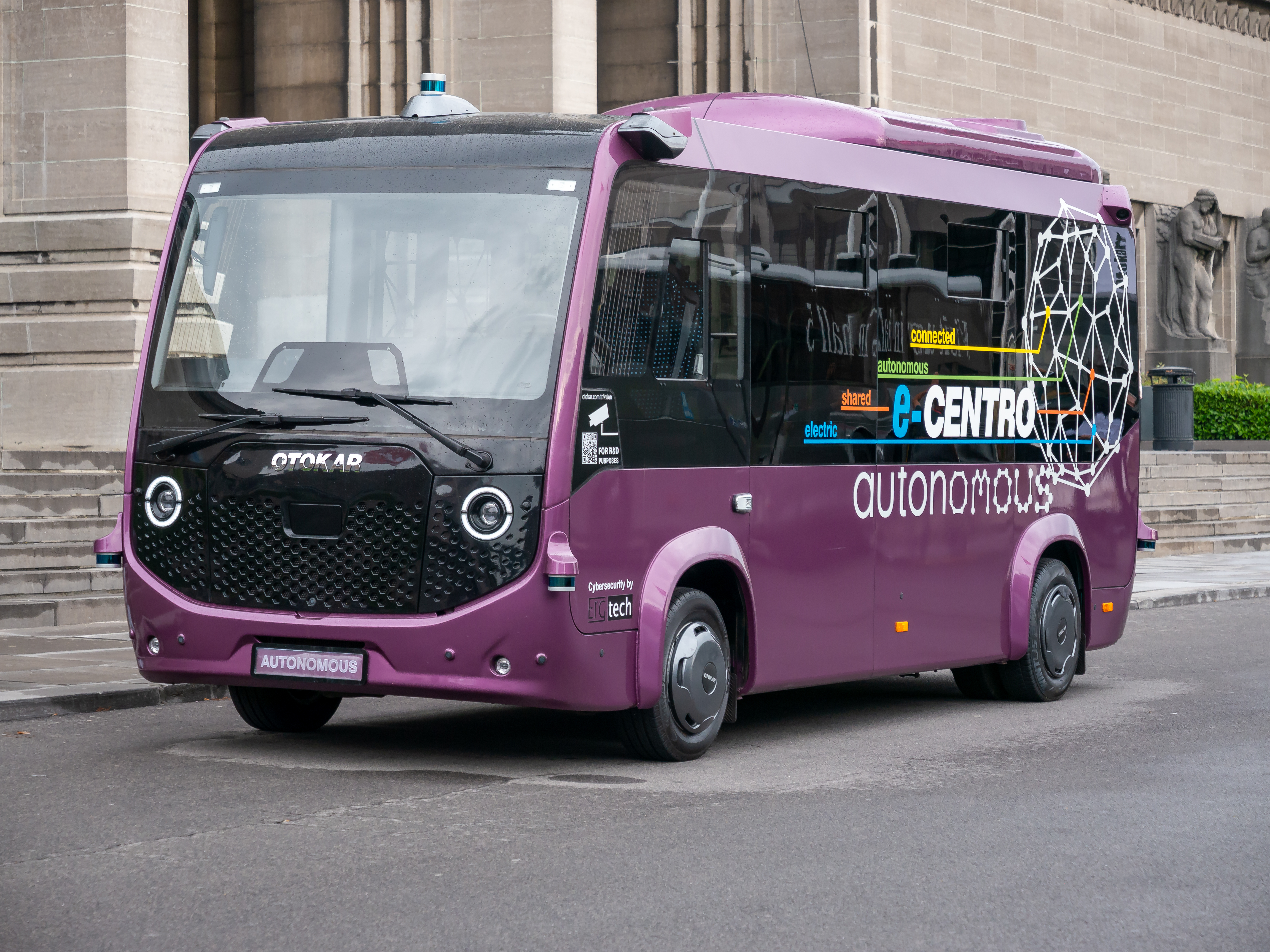
自動運転ミニバス e-Centro

Navigoシリーズのラインナップは、25席、長さ6.3mのNavigo 125Lから31席、長さ7.1mのNavigo 160SEまである。トルコではSultanとして販売されている。
その他
Vectioは2007年以降に生産が開始された長さ9mのリアエンジンバスである。トルコではDorukという名前である。
Kentは低床フルサイズバスのラインナップである。
2020年2月、オトカはイヴェコバスとの間でトルコでの生産に関する契約を締結した。

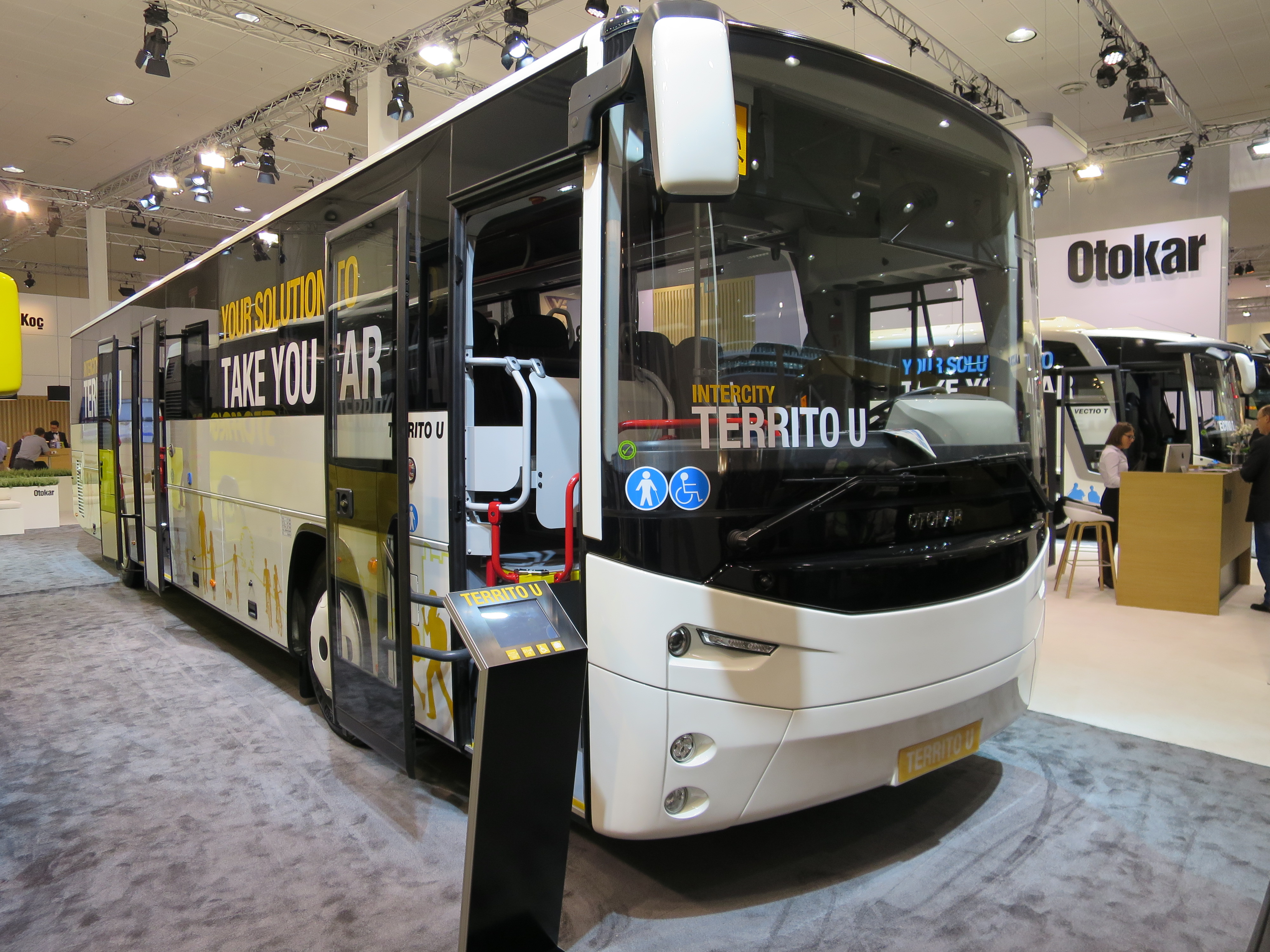
Territo U

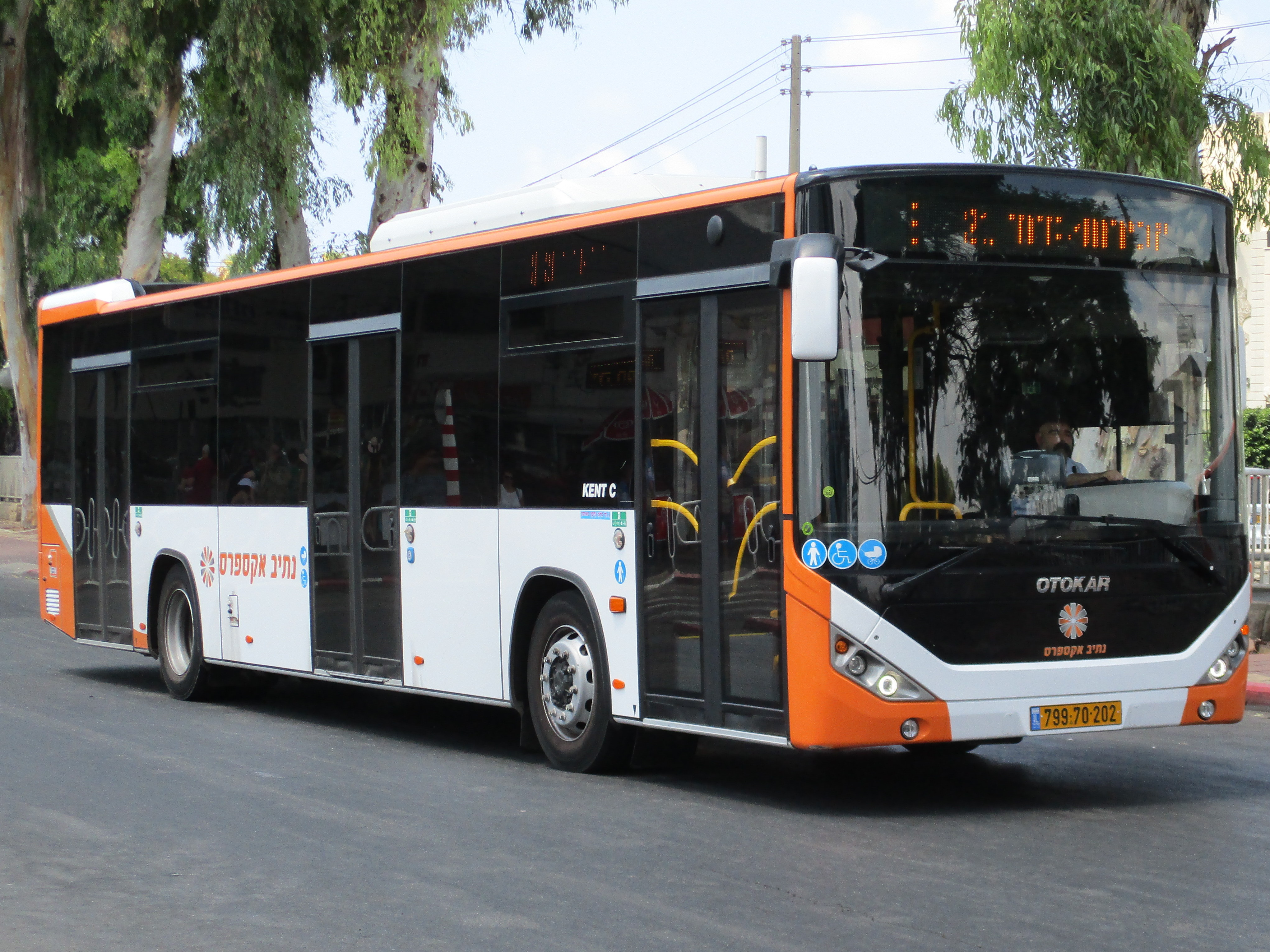
Kent C

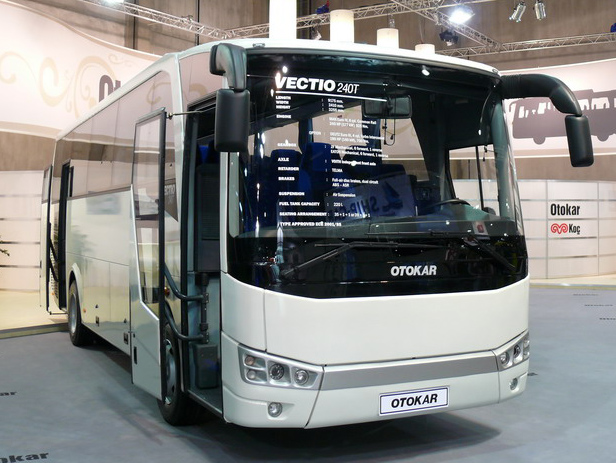
Vectio

### トレーラー・架装・ライセンス生産
オトカはさまざまな種類のトレーラーや架装を製造している。
また、2016年まで、ランドローバーのライセンスの下でいくつかのランドローバーのモデルを製造していた。

### 軍用車両

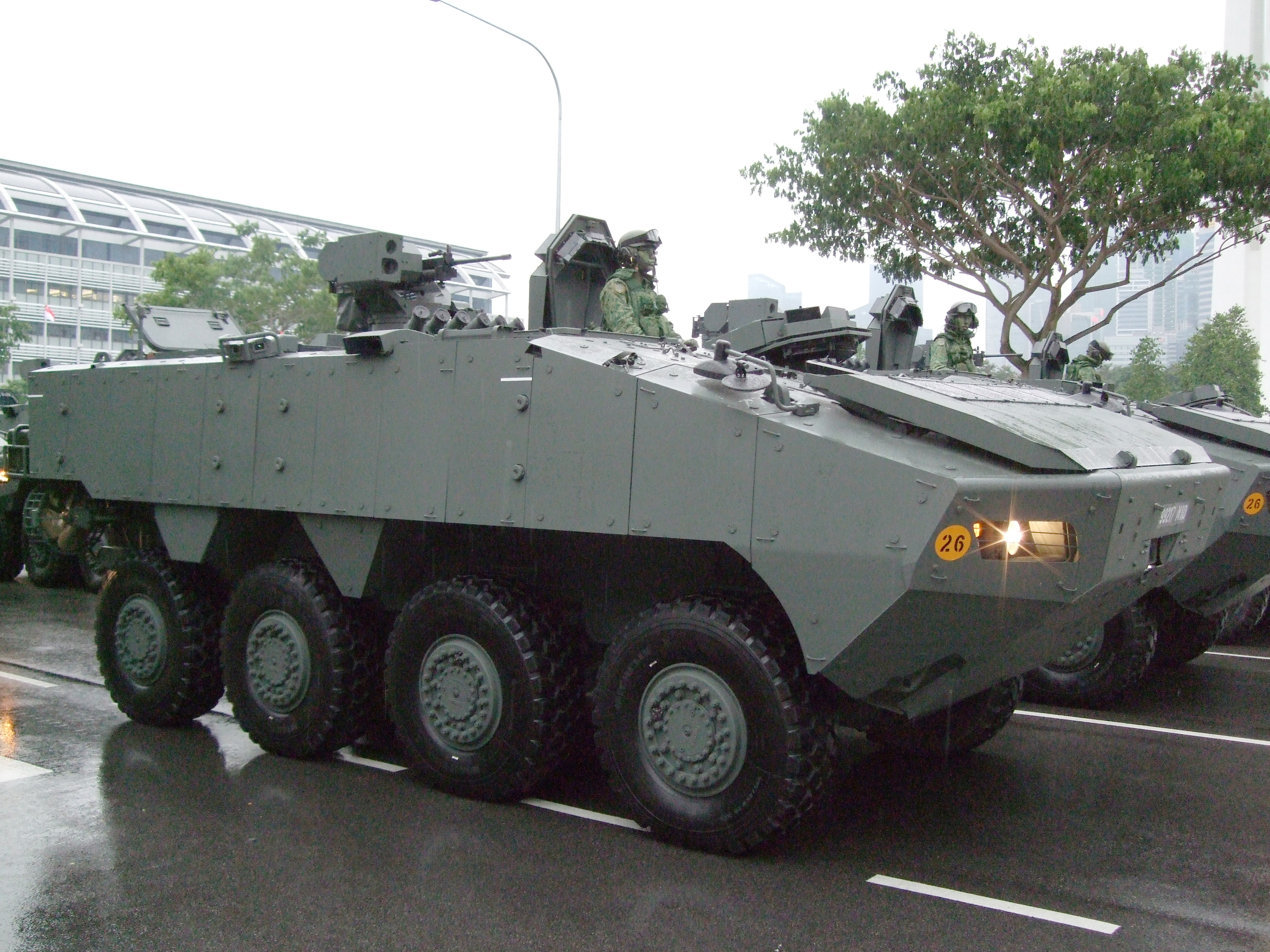
Otokar Yavuz

オトカは、トルコ軍やその他の国向けに軍用車両を製造している。
- アルタイ - トルコの主力戦車
- en:Otokar Arma/Arma II - 6x6/8x8装輪装甲車。Arma IIはArmaの拡大発展型であり最大重量40t。720馬力のエンジンを搭載。最大120mmクラスの大口径砲を搭載可能。車体はモジュール構造のため様々なタスクに適応可能[1]。
- en:Otokar Akrep/en:Otokar Akrep II - 4×4特殊攻撃・防御車
- コブラ/コブラⅡ - 4×4歩兵機動車
- Otokar Engerek - ランドローバー110をベースにしたFAV
- Otokar Kale - 独立懸架サスペンションを持ち、強化された耐地雷および耐衝撃性能を持つMRAP
- en:Otokar Tulpar - 新世代の主力戦車を支援し、歩兵に射撃支援を提供するために設計された歩兵戦闘車
- Otokar Ural - 多目的モジュラープラットフォームと革新的な機能セットを備えた装甲兵員輸送車
- Otokar Yavuz - 8x8装甲兵員輸送車。設計はAV-81 Terrexをベースにしている。
- Otokar装甲警備車 - 都市および住宅地で使用するための車両。指揮車両、人員運搬車両、爆発物処理車両、偵察戦闘車、および放水銃車両のバリエーションがある。
- Otokar装甲パトロール車 - 多目的4×4装甲車。バーレーン、バングラデシュ、アルジェリア、イラク、パキスタンに輸出されている。
- Otokar Discretionly Armed Station Wagon - MIL規格を満たす装甲ボディ構造と優れた走破性およびクロスカントリー能力を持つ車両
- ランドローバー 90/110/130のライセンス生産